# Accept (альбом)
Accept — дебютний студійний альбом німецького хеві-метал гурту Accept, був записаний у 1978 році, але випущений тільки 1979 року на лейблі Brain Records.

## Про альбом
Барабанщиком на альбому виступив Франк Фрідріх, але він вирішив не займатися професійною музичною кар'єрою, тому його місце зайняв Штефан Кауфманн незадовго до виходу альбому. Басист Пітер Балтес виконує головний вокал у піснях «Seawinds» і «Sounds of War». 
Пізніше гітарист Вольф Гоффманн згадував дебютний альбом просто як збірку пісень, над якими гурт працював протягом років становлення, без жодної реальної уваги:
|                  | Ми просто грали пісні, які завжди грали. Це був матеріал, який зібрався протягом першого кілька місяців і років нашого існування. |
| — Вольф Гоффманн | |

Він також згадує, що було продано близько 3000 примірників. Вокаліст Удо Діркшнайдер висловив невдоволення першим лонгплеєм групи:
|                   | Звичайно, це було дуже хвилююче для нас, коли ми вперше увійшли в студію звукозапису, але водночас і розчарувало |
| — Удо Діркшнайдер | |

У майбутніх релізах Accept досягнуть кращої продуктивності та згуртованішого напрямку, тим не менш, дебют був важливим раннім кроком, який дав їм можливість вперше грати в сусідніх країнах: Бельгії, Нідерландах і Франції.

## Треклсит
Автор музики і слів Accept. 
| Перша сторона | Перша сторона          | Перша сторона |
| #             | Назва                  | Тривалість    |
| ------------- | ---------------------- | ------------- |
| 1.            | «Lady Lou»             | 3:01          |
| 2.            | «Tired of Me»          | 3:13          |
| 3.            | «Seawinds»             | 4:29          |
| 4.            | «Take Him in My Heart» | 3:30          |
| 5.            | «Sounds of War»        | 4:33          |

| Друга сторона | Друга сторона          | Друга сторона |
| #             | Назва                  | Тривалість    |
| ------------- | ---------------------- | ------------- |
| 6.            | «Free Me Now»          | 2:59          |
| 7.            | «Glad to Be Alone»     | 5:11          |
| 8.            | «That's Rock 'n' Roll» | 2:52          |
| 9.            | «Helldriver»           | 2:40          |
| 10.           | «Street Fighter»       | 3:29          |
| 35:57         |                        |               |

## Учасники запису
Учасники гурту
- Удо Діркшнайдер – вокал
- Вольф Гоффманн — соло-гітара
- Йорг Фішер – ритм-гітара
- Петер Балтес – бас-гітара, вокал (треки: 3 і 5)
- Франк Фрідріх – ударні

Інші
- Франк Мартін – продюсер Delta Studio Productions
- Рене Тіннер, Манфред Шунке – звукоінженери, зведення
- Жак Сехі – фотографія
- Alster-Atelier, Гамбург – дизайн обкладинки
- Мотопилку надала компанія Fichtel & Sachs
- Видавець Oktave, Гамбург